# Закон есть закон
«Закон есть закон» (фр. La loi c'est la loi... / итал. La legge è legge...) — франко-итальянский фильм. Мировая премьера состоялась 17 сентября 1958 года.

## Сюжет
Все эти самые приключения, случившиеся в городке Ассола, не произошли бы именно в нём, если бы он не отличался от других. Через город проходит граница между Францией и Италией, и вся жизнь в нём определяется этим фактом. В Ассоле есть два способа зарабатывать деньги: либо подчиняться закону и быть полицейским, или избегать его. Так, французский таможенник Фердинанд Пасторелли живёт в соответствии с первым способом, а итальянский контрабандист Джузеппе Ла Палья — в соответствии со вторым. И когда Фердинанд в очередной раз поймал Джузеппе, тот, сам того не желая, превращает жизнь Фердинанда в сущий кошмар. Фердинанд с задержанным им Джузеппе приходит в трактир, который является своего рода достопримечательностью городка. Дело в том, что точно посередине трактира проходит государственная граница между Францией и Италией.
Фердинанд предаётся воспоминаниям и в разговоре невзначай роняет фразу о том, что он родился в этом трактире на кухне. Это вызывает взрыв хохота у Джузеппе, которого Фердинанд ещё не успел передать властям за попытку проноса контрабанды. Джузеппе, чтобы в очередной раз выкрутится и избежать ареста, давится от смеха и провозглашает, что Фердинанд вовсе не француз, что он не имеет права даже служить в таможне и, следовательно, его задерживать, поскольку кухня, где тот родился, находится на территории Италии. Учитывая, что мать Фердинанда — итальянка, а отец неизвестен, получается, что Фердинанд — итальянец, незаконно проживающий на территории Франции. Пустяковый инцидент приводит к тому, что Фердинанд вовлекается в круговорот бюрократической волокиты относительно своего происхождения. Она не проходит даром и для Джузеппе, который помогает ему получить итальянское гражданство. За признание того, что он итальянец, Фердинанд обвиняется в узурпации личности и лишается своей семьи, потому что этот брак стал незаконным, и всех своих военных наград. В Италии ему говорят, что он дезертир, хотя участвовал в войне, но на стороне Франции. Он снова становится мужем первой жены, которая после их развода стала женой Джузеппе, и все дети Ла Палья достаются ему.
Но потом он теряет и это гражданство, так как незаконно сражался за другую страну. Он хочет вернуться во Францию, но ему не дают, так как у него документов нет. Понимая всю абсурдность своего положения, он, наконец, прозревает и высказывает чиновникам всё, что думает о бюрократии. Доведённый до отчаяния, он скрывается в окрестных горах с винтовкой и начинает мстить всем, кто причастен к его злоключениям. Джузеппе и трактирщик Донадьё прячутся от пуль в винном погребе, где Ла Палья, сравнивая бутылки вина, случайно обнаруживает, что раньше граница проходила по самому краю трактира, и кухня при этом находилась на французской стороне, а Донадьё специально её подвинул ради прибыли: «вино двух границ». Когда всё выясняется, Фердинанду возвращают его прежний статус гражданина Франции. Возвратившись к своим обязанностям таможенника, он продолжает гоняться за своим другом-контрабандистом, который выручил его из беды, поскольку, как говорится, закон есть закон.

## Факты
- В советском дубляже Тото дублировал Чеслав Сушкевич, Фернанделя — Евгений Весник
- Города Ассола не существует, фильм был снят в итальянском городе Венафро.

## В ролях
- Фернандель: Фердинанд Пасторелли, французский таможенник
- Тото: Джузеппе Ла Палья, итальянский контрабандист
- Ноэль Роквер: Жандарм Маланден
- Анна-Мария Лучани: Мариза
- Анри Кремьё: Месье Буррид, тесть Фердинанда
- Альбер Динан: Бригадир французской таможни Пелотти
- Анри Арью: Мэр
- Жан Брошар: Депутат Боннефуд
- Рене Женен: Месье Донадьё, трактирщик
- Натали Нерваль: Элен Пасторелли, жена Фердинанда
- Леда Глория: Антуанетта, жена Джузеппе (бывшая жена Фердинанда)
- Нино Безоцци: Марешалло Бугацци (шеф карабинеров)
- Лучано Марин: Марио
- Густаво де Нардо: Луиджи